# 乌蒙宽叶杜鹃
乌蒙宽叶杜鹃（学名：Rhododendron sphaeroblastum var. wumengense）为杜鹃花科杜鹃花属下的一个变种。

## 扩展阅读
- 維基物種上的相關：乌蒙宽叶杜鹃